# Emmerich Reimers
Peter Emmerich Reimers (* 21. Juli 1886 in Wien; † 19. Oktober 1970 ebenda) war ein österreichischer Schauspieler.

## Leben
Der Sohn des Schauspielers Georg Reimers studierte Germanistik, gab sein Debüt 1908 als Mortimer in Maria Stuart am Stadttheater in Eisenach, spielte an den Stadttheatern in Altona 1910–12, Leipzig 1912–14 und kam 1918 ans Wiener Burgtheater. Er war in Liebhaber- und Charakterrollen zu sehen. Reimers war mit der Schauspielerin Maria Mayen verheiratet.
Er ruht in Wien auf dem Sieveringer Friedhof neben seiner Gattin (Abteilung 1, Gruppe 13, Nummer 19).

## Hauptrollen
- Leon in Weh dem der lügt
- Brackenburg, Garceran in Die Jüdin von Toledo
- Dr. Cajus, Bruno Mechelke in Die Ratten
- Boleslav in Die Ahnfrau
- Gärtner in Vor Sonnenuntergang